# Дженна Лонґ
Дженна Лонґ (англ. Jenna Long; нар. 26 листопада 1985) — колишня американська тенісистка.
Здобула 1 парний титул туру ITF.

## Фінали ITF

### Парний розряд (1–1)
| Результат | Ранг | Дата          | Турнір                   | Покриття | Партнерка        | Суперниці                        | Рахунок       |
| --------- | ---- | ------------- | ------------------------ | -------- | ---------------- | -------------------------------- | ------------- |
| Поразка   | 1.   | 23 липня 2006 | Вічита, США              | Тверде   | Christy Striplin | Катріна Томпсон Крістіан Томпсон | 2–6, 3–6      |
| Перемога  | 2.   | 29 липня 2007 | Евансвілл (Індіана), США | Тверде   | Anna Lubinsky    | Гелена Бешович Ніна Мунх-Сеґор   | 6–1, 3–6, 6–2 |